# 白细胞介素-8
白细胞介素-8（英語：Interleukin-8，简称为白介素-8或IL-8，亦称为趋化因子CXCL8）是巨噬细胞和上皮细胞等分泌的细胞因子。白细胞介素-8结合趨化因子受体白细胞介素-8受体α(IL8RA, 又叫CXCR1)和白细胞介素-8受体β(IL8RB, 又叫CXCR2)而对嗜中性粒细胞(neutrophils)有细胞趋化作用而实现其对炎症反应的调节。 白细胞介素-8还有很强的促血管生成作用。白细胞介素-8在小支气管炎和囊性纤维化的发病中起重要作用。

## 临床意义
白细胞介素-8（IL-8）是炎症相关的关键介质，在中性粒细胞募集和脱颗粒过程中发挥重要作用。例如，它被认为是牙龈炎和银屑病[Psoriasis]的促炎介质之一。
氧化应激可增加 IL-8 的分泌，从而导致炎症细胞的募集，并进一步诱导氧化应激介质的增加，使其成为局部炎症中的关键参数。此外，IL-8 还被证明与肥胖有关。
IL-8 可能在结直肠癌中发挥作用，它可作为自分泌生长因子促进结肠癌细胞系的生长，或通过裂解基质金属蛋白酶分子促进细胞分裂和可能的迁移。研究还表明，IL-8 通过诱导跨膜转运蛋白的表达，在恶性胸膜间皮瘤的化疗耐药性中起着重要作用。
如果孕妇体内 IL-8 水平较高，其子代患精神分裂症的风险增加。高水平的 IL-8 也被发现会降低精神分裂症患者对抗精神病药物的阳性反应率。
在精神分裂症、精神分裂症谱系障碍、双相情感障碍、重度抑郁障碍、自闭症谱系障碍、帕金森病、痴呆和多发性硬化症患者的脑脊液（CSF）中观察到 IL-8 水平升高。相比之下，在曾经自杀未遂的个体中，CSF IL-8 水平显著降低，并且与自杀未遂者的焦虑症状呈负相关。
IL-8 还与囊性纤维化的病理过程有关。作为一种信号分子，IL-8 能够募集并引导中性粒细胞至肺上皮组织。由于气道中性粒细胞的过度刺激和功能异常，它们释放出多种促炎分子和蛋白酶，从而导致肺组织进一步受损。
某些苯二氮䓬类药物对腺苷 A2B 受体介导的人肥大细胞 IL-8 分泌具有抑制作用。一项 2013 年的研究表明，地西泮（Diazepam）、4′-氯二氮䓬（4′-chlorodiazepam）和氟硝西泮（Flunitrazepam）依次显著降低 NECA 诱导的 IL-8 产生，而氯硝西泮（Clonazepam）仅表现出轻微的抑制作用。
此外，IL-8 水平升高也与细支气管炎（Bronchiolitis）有关，后者是一种由病毒感染引起的常见呼吸道疾病。